# العربي أحرضان
العربي أحرضان هو لاعب كرة قدم مغربي سابق من مواليد 6 يونيو 1954 بمدينة الدار البيضاء، شغل مركز مدافع بالمنتخب المغربي، والوداد الرياضي.

## مسيرته
قضى العربي أحرضان مسيرته في نادي الوداد الرياضي منذ سنة 1963، وفاز بأربعة ألقاب في الدوري المغربي، وبكأس العرش أربع مرات بالإضافة إلى لقب كأس الملك محمد الخامس سنة 1979.
كما كان عنصرا أساسيا في تشكيلة المنتخب المغربي التي شارك في أول مباراة في تاريخ مشاركاته في كأس إفريقيا للأمم، حيث واجه أسود الأطلس منتخب الكونغو في يوم 25 فبراير 1972 برسم الجولة الأولى من دور مجموعات البطولة القارية التي أقيمت بالكاميرون.
وتُوّج رفقة المنتخب المغربي بكأس الأمم الأفريقية 1976.

## إنجازاته

### مع المنتخب الوطني
المغرب
- كأس أمم أفريقيا
  - البطولة 1976

 الوداد البيضاوي:
- الدوري المغربي الممتاز
  - البطولة : (4 مرات) 1969، 1976، 1977، 1977
- كأس العرش
  - البطولة: (4 مرات) 1970، 1978، 1979، 1981

## روابط خارجية
- العربي أحرضان على موقع قاعدة بيانات كرة القدم.إي يو (الإنجليزية)
- العربي أحرضان على موقع أوليمبيديا (الإنجليزية)